# Reckitt Benckiser
Reckitt Benckiser plc – międzynarodowe przedsiębiorstwo zajmujące się produkcją oraz promocją dóbr konsumpcyjnych, m.in. artykułów gospodarstwa domowego, leków, jak również środków higieny osobistej. Jego główna siedziba znajduje się w mieście Slough, niedaleko Londynu. Działalność przedsiębiorstwa obejmuje 41 zakładów produkcyjnych oraz sprzedaż prowadzoną w blisko 200 krajach.
Strategia firmy polega na utrzymaniu oferty skoncentrowanej wokół 17 najbardziej dochodowych marek, odpowiedzialnych za 62% jej zarobków netto w 2008 roku. 35% dochodu RB netto pochodzi ze sprzedaży produktów wprowadzonych na rynek w ciągu trzech lat poprzedzających.
Od 2005 roku firma otrzymała platynowy status w rankingu Business In The Community CR Index, w 2009 roku została włączona do rankingów Dow Jones Sustainability World Index oraz Carbon Disclosure Leadership Index, który obejmuje globalne przedsiębiorstwa szczególnie dbające o klimat.

## Historia

### Reckitt & Colman
Firma Colman’s została założona w 1814 roku, kiedy to Jeremiah Colman zapoczątkował w angielskim mieście Norwich działalność związaną z przemiałem zbóż oraz gorczycy. W 1840 Isaac Reckitt rozpoczął dzierżawę młyna skrobiowego w Hull (Anglia) oraz, wraz z czterema synami, założył firmę o nazwie Reckitt & Sons. Reckitt poszerzył działalność o produkcję niektórych artykułów gospodarstwa domowego i w krótkim czasie przekazał biznes w ręce swoich potomków. Reckitt & Sons była po raz pierwszy notowana na Londyńskiej Giełdzie Papierów Wartościowych w 1888 roku. W 1938 roku Reckitt & Sons połączyła się z firmą J&J Colman, przyjmując nazwę Reckitt & Colman Ltd. Spółka wzbogaciła swoją ofertę o marki takie jak Airwick oraz Carpet Fresh (1985), Boyle-Midway (1990) oraz Sterling Drug (1994). Reckitt & Colman sprzedała część przedsiębiorstwa odpowiedzialną za przemysł spożywczy, wcześniej należącą do Colmana, w 1995 roku, jednak nadal posiada kilka marek spożywczych.

### Benckiser
Johann Benckiser założył swoją firmę, która zajmowała się zaopatrzeniem dla przemysłu chemicznego, w Niemczech w roku 1823. Benckiser wszedł na giełdę papierów wartościowych w 1997 roku w Holandii.

### Fuzja i jej następstwa
Spółka Reckitt Benckiser powstała w wyniku fuzji angielskiej Reckitt & Colman oraz holenderskiej Benckiser NV, która miała miejsce w grudniu 1999 roku. Dyrektorem generalnym nowo powstałej spółki mianowany został Bart Becht, doceniony za sukcesy w przekształceniu przedsiębiorstwa, położenie nacisku na marki kluczowe (Powerbrands) oraz zwiększenie efektywności łańcucha dostaw. To właśnie strategii „marketingu innowacji”, wprowadzonej przez nowy zarząd przedsiębiorstwa, przypisuje się zasługę permanentnego sukcesu firmy. Strategia ta polega na połączeniu zwiększonych nakładów na działania marketingowe z wprowadzaniem na rynek innowacyjnych produktów, odpowiadających potrzebom konsumentów. Przykładowo, w 2008 roku seria nowych, dobrze rozreklamowanych produktów wprowadzona na rynek w krótkim czasie pomogła RB „zawładnąć wyobraźnią konsumentów”. „Business Week” zwrócił także uwagę na fakt, iż za 40% z 10,5 miliarda dolarów obrotu Reckitt Benckiser w 2007 roku odpowiedzialne są produkty wprowadzone na rynek w ciągu 3 lat poprzedzających.
W październiku 2005 Reckitt Benckiser zdecydował się na kupno wartego 1,926 miliarda funtów Boots Healthcare International, gałęzi koncernu Boots Group, zajmującej się produkcją leków wydawanych bez recepty. RB zyskał w ten sposób trzy wiodące marki: środki przeciwbólowe Nurofen, środki na ból gardła Strepsils, oraz kosmetyki przeciwtrądzikowe Clerasil.
W styczniu 2008 roku spółka, za cenę 2,3 miliarda dolarów, przejęła Adams Respiratory Therapeutics, Inc., firmę farmaceutyczną, wraz z którą pozyskała jedną ze swoich kluczowych marek – Mucinex.
W 2017 roku spółka sprzedała ostatnią swoją spożywczą część jaką była French Mustard, natomiast w 2018 roku kupiła firmę Mead Johnson produkującą mleka zastępcze dla niemowląt.

## Polityka zatrudnienia
Marki należące do Reckitt Benckiser podzielone są na sześć głównych kategorii: artykuły służące do czyszczenia oraz konserwacji powierzchni (podłogi, okna itp.), artykuły przydatne w trosce o ubrania i materiały, artykuły do mycia i czyszczenia naczyń, artykuły dla domu, zdrowie, higiena osobista, artykuły spożywcze.
Władze firmy zapewniają sobie globalny ogląd rynku poprzez ciągłe przemieszczanie kadry zarządzającej. Przykładowo, manager wywodzący się z Niemiec, niekoniecznie piastuje swoje stanowisko w rodzinnym kraju, zamiast tego może zostać oddelegowany na dwuletni kontrakt do Brazylii, aby zaraz po jego zakończeniu objąć posadę w jednym z indyjskich oddziałów. Dzięki tej strategii pracownicy są zdolni do postrzegania rynku przez pryzmat międzynarodowy.
W większości obszarów swej działalności firma prowadzi programy umożliwiające absolwentom studiów wyższych start oraz rozwój kariery zawodowej. Rokrocznie na całym świecie z tego typu programów RB korzysta ponad 200 absolwentów. Na początku kariery pracują oni na stanowisku stażysty w kraju, w którym zostali zatrudnieni. Po pewnym okresie najlepsi z nich mają możliwość pracy w zagranicznych oddziałach. Po zakończeniu stażu młodzi pracownicy obejmują posady w jednym ze strategicznych działów korporacji.
Przykładowo, Europejski Program Rozwoju Absolwentów, rozpoczyna się umieszczeniem absolwenta w grupie sprzedażowej kraju, którego językiem ten włada. Po roku pracownik przenoszony jest do innego kraju europejskiego, aby tam wykonywać wyznaczone zadania.
Pracownicy firmy prowadzą blog pod tytułem myRBopportunity, który stał się integralną częścią inicjatywy rekrutacyjnej firmy. Można znaleźć tam posty i komentarze absolwentów, którzy rozpoczynają staż w RB. Gościnnie wpisy na blogu zamieszcza dyrektor generalny korporacji Bart Becht, jak również inni kluczowi pracownicy, oraz branżowi eksperci.

## Władze
Obecnym dyrektorem generalnym Reckitt Benckiser jest Nicandro Durante.

## Ochrona środowiska

### Inicjatywy

#### Carbon 20
W listopadzie 2007 roku Reckitt Benckiser zapoczątkował przedsięwzięcie ekologiczne pod nazwą Carbon 20. Inicjatywa ma na celu redukcję ilości gazów cieplarnianych emitowanych przez firmę o 20% do 2020 roku. W ramach Carbon 20 RB ograniczył również o 70% ilość plastiku zużywaną do produkcji opakowań środka czyszczącego Vanish.

#### Trees for Change
W czerwcu 2006 Reckitt Benckiser wprowadził w życie inicjatywę Trees for Change. Jest to projekt masowego zalesiania, będący jednym z działań firmy na rzecz ochrony środowiska. W ramach inicjatywy Reckitt Benckiser planuje odtworzyć ponad 25 kilometrów kwadratowych lasu na terenie Kolumbii Brytyjskiej (terytorium Kanady), poprzez posadzenie ponad dwóch milionów drzew. W czasie kolejnych 80 do 100 lat las ten przetworzy ponad dwa miliony ton dwutlenku węgla.

### Nagrody i wyróżnienia
W 2008 roku, w Stanach Zjednoczonych, Reckitt Benckiser znalazła się pośród 40 firm wyróżnionych w ramach Safer Detergents Stewardship Initiative (SDSI). SDSI honoruje organizacje przyczyniające się do ochrony środowiska naturalnego poprzez dobrowolne podjęcie decyzji o używaniu łagodniejszych substancji powierzchniowo czynnych. Od 2005 roku RB niezmiennie utrzymuje platynowy status na liście Corporate Responsibility Index (Indeksie Odpowiedzialności Korporacyjnej) programu „Business in the Community”. Indeks ten oparty jest podlegającej zewnętrznej weryfikacji, dobrowolnej ocenie wewnętrznej przedsiębiorstwa, składającej się z 88 zestawów pytań dotyczących mechanizmów funkcjonowania firmy. Pozwala ona oszacować wpływ korporacji na zatrudniany przez nią personel, społeczność, w której działa, oraz na środowisko naturalne.

## Działalność dobroczynna
Reckitt Benckiser jest głównym sponsorem korporacyjnym fundacji Save The Children na terenie Wielkiej Brytanii. Pracownicy RB zbierają fundusze na wiele różnych sposobów, począwszy od organizacji charytatywnych turniejów piłki nożnej, poprzez datki z wynagrodzenia, aż po bieg w maratonie. W 2009 roku 62 pracowników RB z całego świata odbyło wyprawę w Himalaje, podczas której stawili czoła cyklonowi oraz chorobie wysokościowej po to, aby zebrać 250 000 funtów na cele dobroczynne. W 2010 roku RB wsparł Save The Children w akcji mającej na celu zwrócenie uwagi na problem dzieci wykorzystywanych w Indiach jako tania siła robocza.

## Logo i symbole spółki
W 2009 roku Reckitt Benckiser odświeżył wizerunek korporacji. Wprowadzono nowe logo, które zastąpiło dotychczasowe, używane od czasu fuzji Reckitt/Colman w 1999 roku. Aktualnym znakiem rozpoznawczym firmy jest różowy latawiec z wpisanym w jego pole monogramem „RB”, często pojawia się on w towarzystwie pełnej nazwy Reckitt Benckiser umieszczonej obok, pisanej fontem w kolorze szarym, który został opracowany specjalnie na potrzeby firmy.
Inspiracją dla nowego logo, stworzonego przez agencję reklamy The Workroom, był latawiec sportowy. Ma on odzwierciedlać wyrazisty charakter i niezawodność marek kluczowych (Powerbrands) firmy. Znak ten umieszczany jest na opakowaniach, używany jest także przez pracowników przy okazji komunikacji wewnętrznej, jak również w kontaktach z klientami i kontrahentami.